# BASIC STUDIO
『BASIC STUDIO パワフルゲーム工房』（ベーシックスタジオ パワフルゲームこうぼう）は、2001年4月19日にアートディンクが発売したPlayStation 2用のゲーム製作ソフト。専用のBASIC言語によるプログラミングが可能で、入門者向けの仕様となっている。

## 概要
本作は、以下の5ツールで構成された総合開発ソフトとなっている。
- 専用のBASICインタープリタ『EZ-BASIC』（イージーベーシック）
- スプライトやテクスチャー用の2Dイメージ製作ツール『IMAGE SKECH』（イメージスケッチ）
- 3Dモデリングツール『POLY-CRAFT』（ポリクラフト）
- 音楽作成ツール（ミュージックシーケンサー）『SCORE-NOTE』（スコアノート）
- 上記ツールで製作したファイルを管理するためのユーティリティ兼ランチャー『B-SHELL』（ビーシェル）

すべてのツールが収録された開発環境としての「DISC1」と、『B-SHELL』及び「EZ-BASICプログラムの実行環境」のみが収録された「PLAY DISC」(DISC2)の2枚組。製作したゲームの実行には、「PLAY DISC」とデータの入ったメモリーカードがあればよい。
箱入りのパッケージには、「ユーザーズマニュアル」（取扱説明書）と「リファレンスマニュアル」に加えて、ハウツーコミック『はじめよう! EZ-BASIC』が同梱されている。
サンプルとして『カルネージハート』を題材にしたアクションゲームや、アートディンクが過去に開発したタイトルの素材などが収録されている。なお本作には外部素材を取り込む機能はついていないため、各素材は全てソフト内で製作・準備する必要があるが、PC経由のセーブデータ改造を通じて、非公式な形で外部素材を取り込む方法は存在する。

## 対応機器
USBキーボード
ゲーム製作やプログラム実行時の入力デバイスとして利用できる。『EZ-BASIC』は日本語入力可能なソフトウェアキーボードが呼び出せるので、キーボードがなくても製作上の問題はない。
USBマウス
素材製作ツールなどで使用可能になっている。ただしプログラム実行時の入力デバイスとしては未対応で、「マウスを用いたゲーム」などは製作出来ない。
popegg
ソニー製のPS2対応プリンタ。製作中の画面をプリントアウトできる。